# Fifteen Minutes of Shame
Fifteen Minutes of Shame (titulado 15 minutos de vergüenza en España e Hispanoamérica) es el duodécimo episodio de la segunda temporada de la serie Padre de familia emitido el 25 de abril de 2000 en FOX. El episodio está escrito por Steve Callaghan y dirigido por Scott Wood.

## Argumento
Meg asiste con su familia a la playa donde tiene lugar el aniversario de la fundación de Quahog por parte de un colono gracias a la ayuda de una Almeja mágica. Peter tiene el "honor" de ser la almeja por lo que va disfrazado del molusco. Debido al material del disfraz, Cleveland y Quagmire le ayudan desde una barcaza para que no se hunda, sin embargo, una ola gigante le empuja con violencia hacía la costa exhibiendo "sus atributos" ante todo el mundo, entre la que se encuentra Meg, ya de por sí avergonzada antes del incidente. De camino a casa, Meg anuncia a la familia que ha invitado a unas amigas y les pide que no hagan nada de lo que se pueda avergonzar, Peter le promete que no pasará nada, no obstante vuelve a mostrarse cohibida cuando Peter para a repostar en una gasolinera y se encuentra a Kevin (cabe destacar que Peter sigue desnudo). A pesar de la promesa de sus padres, Meg vuelve a sentirse humillada, sobre todo cuando en una reunión de pijamas, Lois se apunta y les propone jugar a la botella al mismo tiempo que revela algo que deja a las demás extrañadas, sin embargo la cosa no queda ahí: pilla a su hermano espiando tras el sofá y Peter baja por las escaleras medio desnudo. Finalmente, cuando Meg cree que las cosas no pueden empeorar, sus amigas huyen despavoridas de casa cuando en mitad de la noche todas (incluida Meg) oyen a Peter y Lois teniendo una tórrida velada, precisamente, justo después del clímax, las chicas descubren que Chris las estaba espiando mientras dormían.
Al día siguiente decide vengarse de tantas humillaciones sufridas y lleva (i.e engaña) a su familia a un talk show en el que no son conscientes hasta última hora de que los protagonistas del tema del día son ellos, allí mismo Meg demuestra la disfuncionalidad de su familia cuando el comportamiento de estos deja de desear. Tras el espectáculo montado, el productor del programa se interesa por ellos al creer que serán un gancho para la audiencia por lo que llega a un acuerdo con Peter para realizar un programa tipo Gran Hermano para ver la vida cotidiana de los Griffin para malestar de Meg, quien harta de las cámaras, abandona el programa. Los productores creen que la marcha de Meg no supone una gran pérdida y acuerdan con sus progenitores remplazarla por una adolescente atractiva. Meg decide seguir adelante con su vida hasta que descubre que la "nueva Meg" la ha remplazado incluso en el instituto. Es entonces cuando Peter y Lois les confiesa que al estar atados de pies y manos por el contrato se vieron obligados a aceptar a la nueva Meg y hacer creer a la audiencia que se trata de la verdadera. Tras sentirse traicionada, Meg reniega de su familia.
Mientras se acostumbran a la pérdida de su hija, la sustituta de esta roba el protagonismo. Finalmente visitan al productor y les comunica que si no vuelve Meg, ellos harán lo mismo, por lo que son sustituidos por otros actores: Tom Arnold y Fran Drescher como Peter y Lois respectivamente, Philip Seymour Hoffman como Chris y las gemelas Olsen como Brian y Stewie. Por otro lado Meg es ajena a lo sucedido, puesto que empieza a deambular de casa en casa hasta que comprende que su sitio está con sus progenitores, por lo que vuelve a casa, pero descubre que estos han sido forzados a trasladarse a un motel hasta que el reality termine. De pronto, cuando Lois da por perdida a su hija, recibe la sorpresa de que ha vuelto por lo que vuelven a reconciliarse. El episodio finaliza con los Griffin viendo el programa mientras Meg, en su diario llama a sus padres "idiotas" aunque admite sentirse feliz hasta que de repente, Stewie cambia la anotación del diario por "quiero matarlos a todos", probablemente como venganza por arruinarle la oportunidad de seguir en cámara.